# Mary Astell
Mary Astell, född 12 november 1666 i Newcastle upon Tyne, död 11 maj 1731 i London, var en engelsk författare, feminist och retoriker. Hennes försvar av utbildning för kvinnor har gjort henne känd som Englands första feminist. 
Mary Astell, som var dotter till den välbärgade kolfabrikören Peter Astell och Mary Errington, tillbringade sin barndom i Newcastle upon Tyne. Hennes far avled då hon var tolv år gammal, och eftersom familjens pengar investerades i hennes brors utbildning, fick hon och hennes bror leva på en släktings välgörenhet. På grund av sitt kön fick hon ingen formell utbildning, men däremot en hög informell bildning av sin farbror Ralph Astell. Efter sin mors död 1688 flyttade hon till London, där hon tack vare familjens kontakter kunde komma in i en litterär krets som publicerade hennes arbeten. Hon hade stöd av en litterär krets av kvinnor bestående av bland andra Lady Mary Chudleigh, Elizabeth Thomas, Judith Drake, Elizabeth Elstob och Lady Mary Wortley Montagu. 
Mary Astell var en av de ledande rösterna i det samtida Londons intellektuella kretsar och blev känd och respekterad för sin förmåga att debattera. Hon kritiserade äktenskapet som institution och pekade på hur utsatt en kvinna kunde bli om hon valde fel make på grund av att lagen gav mannen all laglig makt. Hon är mest känd för att ha förespråkat skolor och institutioner för utbildning av kvinnor, och hon talade för grundandet av "nunneskolor" för kvinnor. Descartes dualism underbyggde hennes försvar av tesen att kvinnor hade lika stor möjlighet som män att kunna förstå teoretisk utbildning. Hennes kanske mest kända citat var: Om alla Män föds fria, varför föds då alla kvinnor som slavar?
Mary Astell avled till följd av en operation av en cancertumör i det ena bröstet.

## Verk
- A Serious Proposal to the Ladies for the Advancement of their True and Greatest Interest. By a Lover of Her Sex. 1694, 1695, 1696 1697 (two printings), 1701, 1703
- Some Reflections Upon Marriage, Occasioned by the Duke and Dutchess of Mazarine's Case; Which is Also Considered. London: Printed for John Nutt, near Stationers-Hall, 1700 1700, Also: 1703, 1706, 1730 (two editions)
- A Fair Way with Dissenters and their Patrons. Not writ by Mr. L - - - - - y, or any other Furious Jacobite, whether Clergyman or Layman; but by a very Moderate Person and Dutiful Subject to the Queen. 1704
- An Impartial Enquiry into the Causes of Rebellion and Civil War in this Kingdom: In an examination of Dr. Kennett’s sermon, Jan 31. 1703/4. And Vindication of the Royal Martyr. 1704
- The Character of the Wisest Men. Re-printed and published by the Author’s Friends. 1704
- Moderation Truly Stated: or, a review of a late pamphlet, entitul’d Moderation a virtue, or the occasional conformist justify’d from the imputation of hypocricy. Wherein this justification is further consider’d, …. 1704
- Letters concerning the love of God, between the author of the proposal to the ladies and Mr. John Norris: Wherein his late Discourse, shewing, That it ought to be intire and exclusive of all other Loves, is further Cleared and Justified. Published by J. Noris, M. A. Rector of Bemerton near Sarum. The second edition, corrected by the authors, with some few things added. 1705, 1730
- The Christian religion, as profess’d by a daughter of the Church of England. 1705, 1717,1730
- Bart’lemy fair: or an enquiry after with: in which due respect is had to a letter concerning enthusiasm, to my Lord ***. By Mr. Wotton. 1709
- An enquiry after wit: wherein the trifling arguing and impious raillery of the late Earl of Shaftesbury, in his Letter concerning enthusiasm, and other profane writers, are fully answer’d and justly exposed. 1722
- (Attributed) An essay in defence of the female sex. In which are incerted the characters of a pedant, a squire, a beau, a virtuoso, a poetaster, a city-critick, &c. In a letter to a lady. Written by a lady. 1696 (two editions), 1697,
- (Attributed) Six familiar essays upon marriage, crosses in love, sickness, death, loyalty, and friendship, written by a lady. 1696